# فرنسيسكو ليون
فرنسيسكو ليون (بالإسبانية: Francisco León) هو متسابقة ملكة الجمال فنزويلي، ولد في 24 سبتمبر 1981 في كاراكاس في فنزويلا.

## وصلات خارجية
- الموقع الرسمي